# Asamón z Élidy
Asamón (starořecky Ἀσάμων–Asamón) byl v roce 340 př. n. l. vítěz olympijských her v boxu.
Asamón ze Starověké Élidy zvítězil v boxu na 110. olympijských hrách v roce 340 před Kr. V Olympii se box (Pygmy) zařadil do programu na 23. hrách v roce 688 př. n. l. V starověkém Řecku měl box volnější pravidla a byl tvrdší než dnešní. Dovolovalo se vše kromě držení soupeře, chvatů a úderů na pohlavní orgány. Boxer měl řemeny ovinuté pěsti a zápasil ve vyhrazeném prostoru. Boj trval tak dlouho, dokud se neskončil pro jednoho ze soupeřů vítězstvím.
Starověký řecký cestovatel a spisovatel Pausaniás uvádí, že během prohlídky posvátného okrsku olympijské Altidy viděl i sochu Asamóna. Autorem jeho sochy byl sochařský mistr Pyrilampes z Messénie.